# Oxylabes madagascariensis
Oxylabes madagascariensis е вид птица от семейство Bernieridae, единствен представител на род Oxylabes.

## Разпространение
Видът е разпространен в Мадагаскар.